# Jørgen Valentin Sonne
Jørgen Valentin Sonne (24 de junio de 1801 en Birkerød, Dinamarca - 24 de septiembre de 1890 en Copenhague, Dinamarca) fue un pintor de género danés.

## Infancia y educación

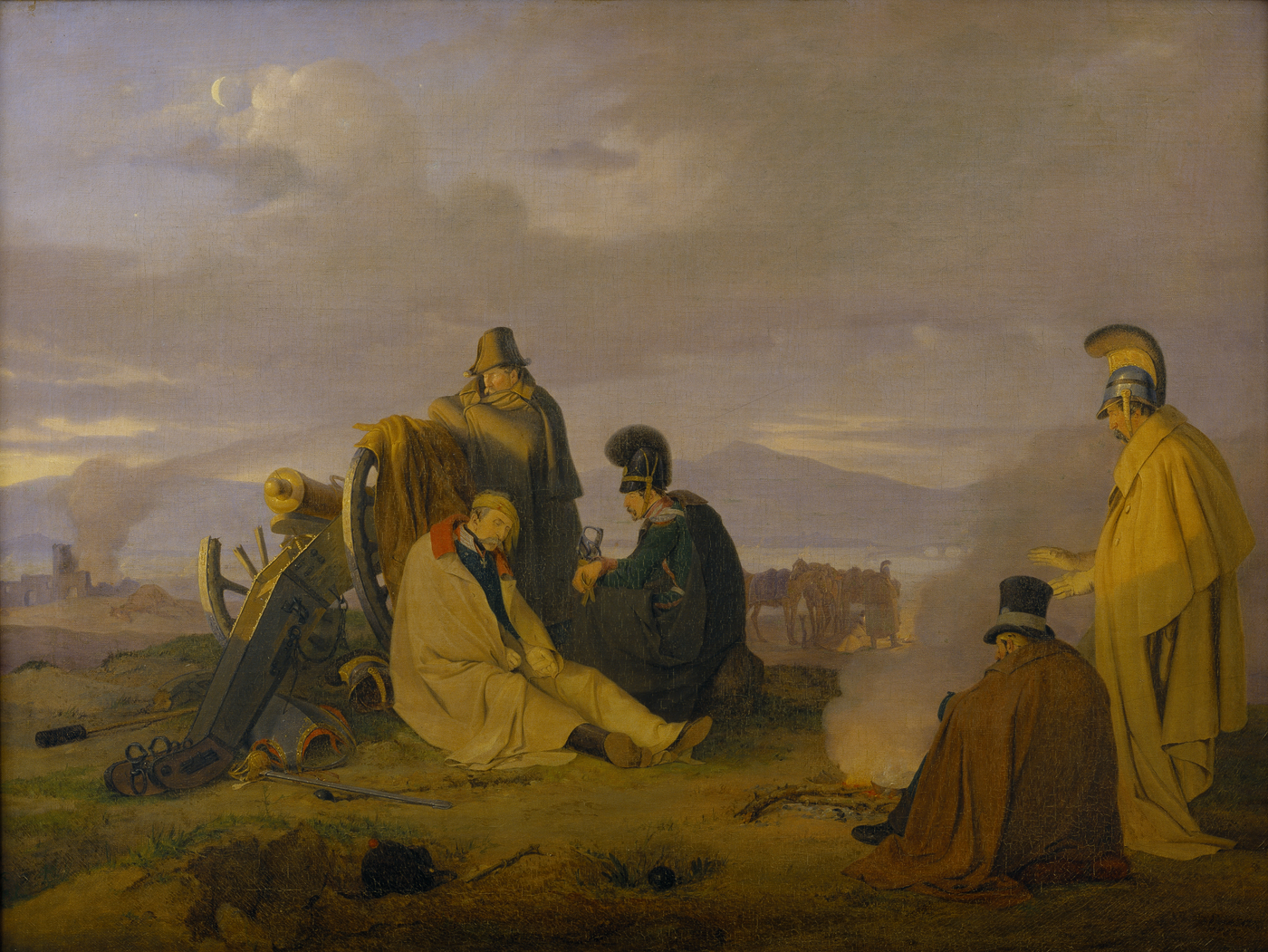
"Una empalizada en la mañana después de una batalla" pintado en 1833, muestra a soldados bávaros después de una batalla en las Guerras Napoleónicas.

Sonne nació en Birkerød, en la región capital. Su padre, Jeppe (1771-1883), era grabador a buril en la Casa de la Moneda Real de Dinamarca.
De niño ingresó en la real academia militar danesa, aunque la dejó al año. Comenzó entonces a asistir a la real academia danesa de bellas artes en 1815 y, a la vez, se convirtió en el alumno privado del pintor Gebauer, con el estuvo haciendo copias de los maestros holandeses y realizó algunas obras propias, principalmente de batallas y a los diecisiete años haría una exposición. En 1819 se apuntaría a la escuela modelo.
En 1828 recibió una beca para viajar y se fue a Múnich a estudiar pinturas de batallas, donde vivió durante tres años. En Múnich trabajó con el pintor Peter von Cornelius, aunque también se relacionó con Peter von Hess, quien le ayudó a relacionar las escenas de batallas con el paisaje. Durante su estancia tuvo una escasa producción debido a la vida animada que vivió en la ciudad bávara.

## Viaje a Italia

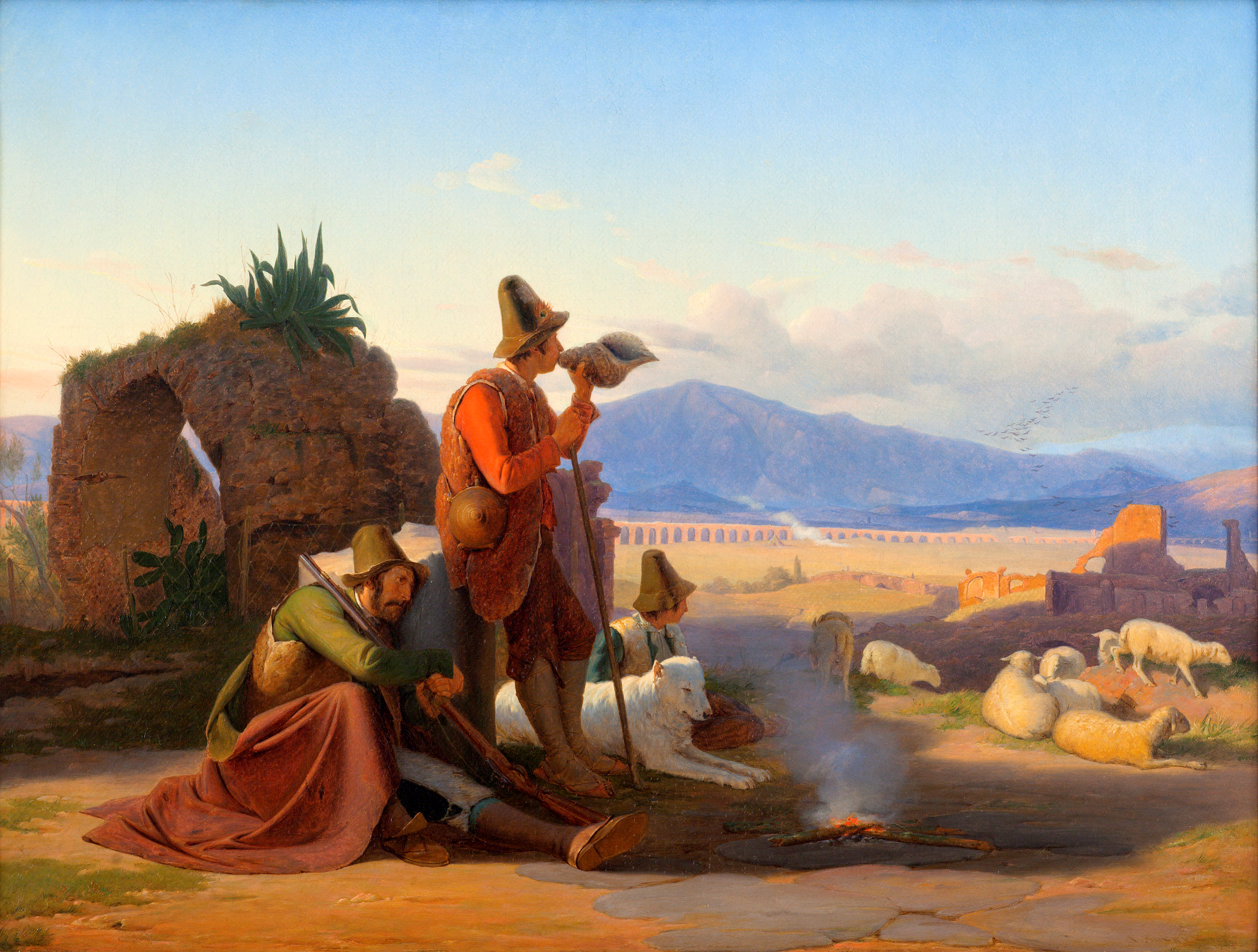
"Pastores en la campaña romana" pintado en 1835.

En 1831 Sonne viajaría hacia Roma, donde encontraría círculos artísticos similares a los de Múnich. En su estancia perdería el interés por la pintura bélica, la cual sustituiría por pintura de género.
En Italia visitó paisajes y el mundo rural italiano, lo cual influyó en su pintura. Algunos de sus cuadros pintados en su estancia en Italia fueron "Una empalizada en la mañana después de una batalla" (1833), "Pastores en la campaña romana" (1835) y "Campesinos romanos yendo al mercado" (1836). En el primero se ve que junta en un cuadro una batalla con la naturaleza, empleando lo aprendido de Peter von Hess en Baviera, en los dos últimos se ve su interés por la vida popular y rural italiana.

## Regreso a Dinamarca

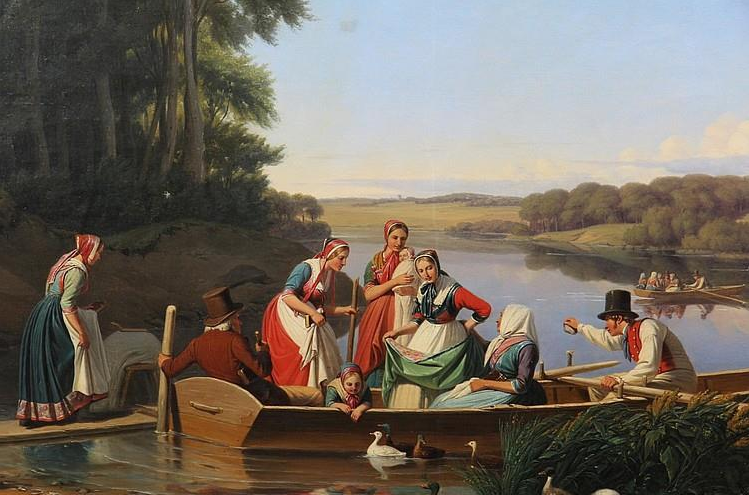
"Domingo por la mañana, una familia en el concepto de ir a la iglesia" pintado en 1846.

En 1841 regresaría a Dinamarca, donde pintaría basándose en sus estudios y obras en Alemania e Italia. A su vez, comenzó a interesarse en la vida popular danesa al igual que otros pintores daneses. En 1846 Sonne fue admitido como miembro de la academia por el cuadro "Domingo por la mañana, una familia en el concepto de ir a la iglesia"
En ese mismo año diseñó junto a otros artistas y escultores el friso del Museo Thorvaldsen. En la actualidad solo se conserva parcialmente, ya que en 1951 estaba muy dañado y fue retirado. Querían decorar el friso del edificio con representaciones de personas a tamaño real. En el lado del canal se ven figuras de personajes famosos, como el propio Thorvaldsen, por el contrario, en el lado del castillo hizo una representación de los trabajadores daneses, reflejando de nuevo la pintura de género y  su interés por la vida popular danesa. 
La sencillez de las figuras y las gama de color elegida recuerda a los jarrones de la Grecia antigua, como se puede ver en la foto de abajo.

## Guerras de Schleswig

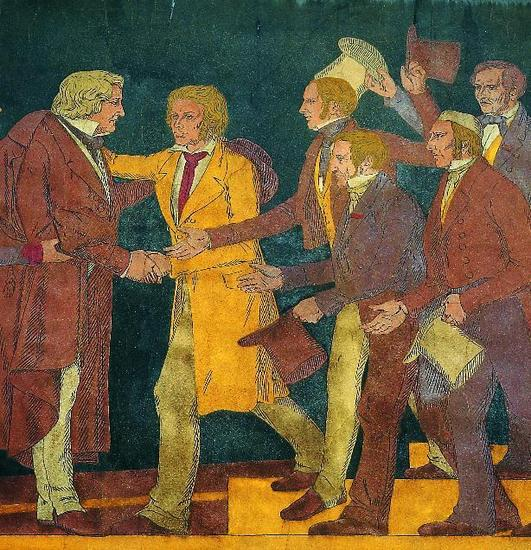
Friso del museo Thorvaldsen, muestra la bienvenida de Thorvaldsen en la capital.

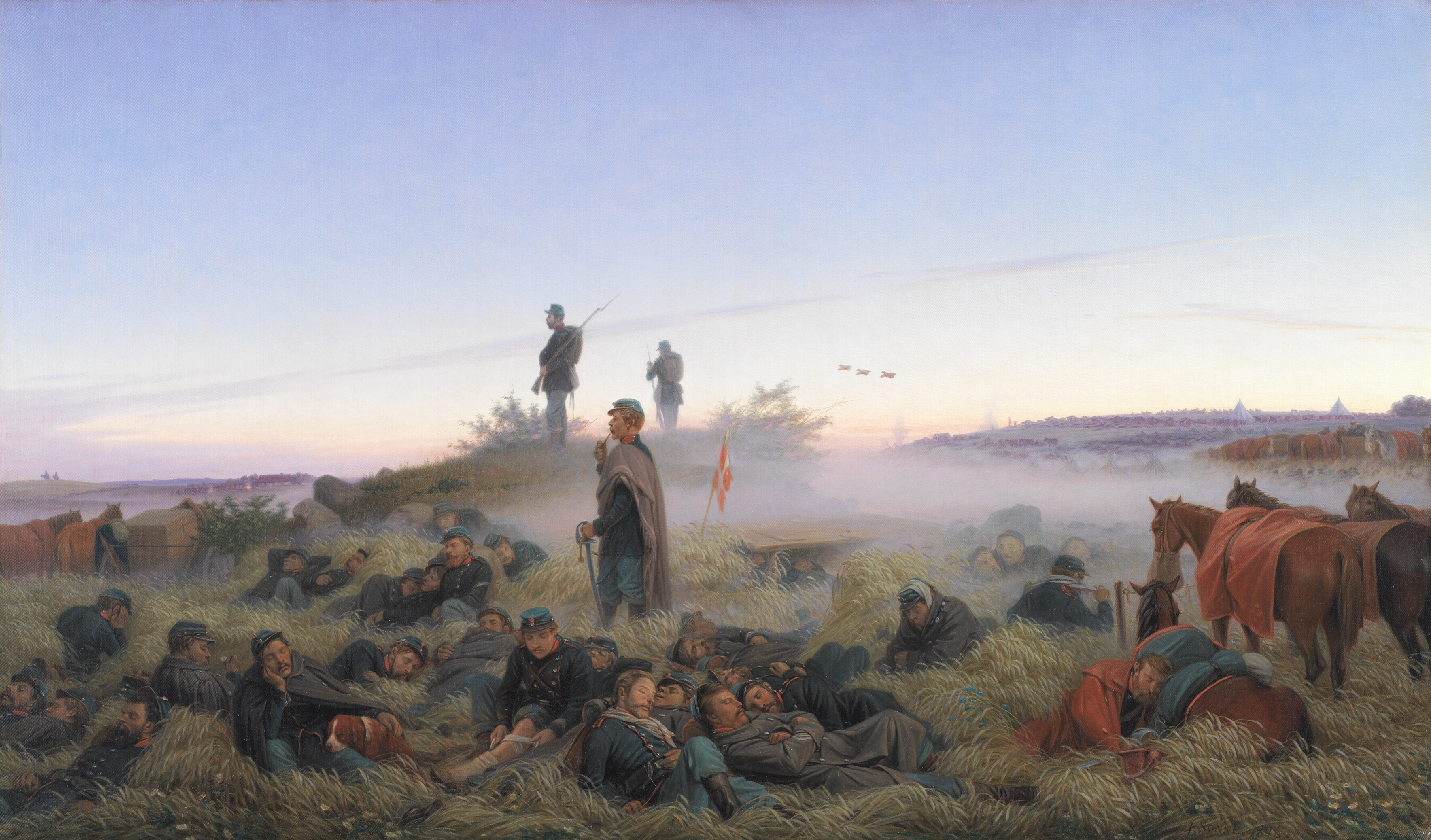
"La mañana después de la batalla de Isted" (1876)

Fue durante la primera y la segunda guerra de Schleswig que Sonner volvió a la representación de batallas, la cual apartó en sus viajes en Alemania e Italia por una pintura de género y de paisajes.
El ministerio de guerra le permitió acompañar al ejército como civil al frente en sur del país. Durante la guerra se dedicaría a hacer bocetos observando el frente y a retratar el conflicto en sus cuadros. Remarcaría en sus obras el coraje y patriotismo de los soldados daneses. "La mañana después de la batalla de Isted" o "La pelea de caballos en Aarhus" son algunos de los cuadros que pintó basándose en la guerra.
Una vez firmada la paz, Sonne realizó algún otro cuadro de batallas como "La gran batalla de Fredericia" (1864), que se colgó en el ayuntamiento de Fredericia.

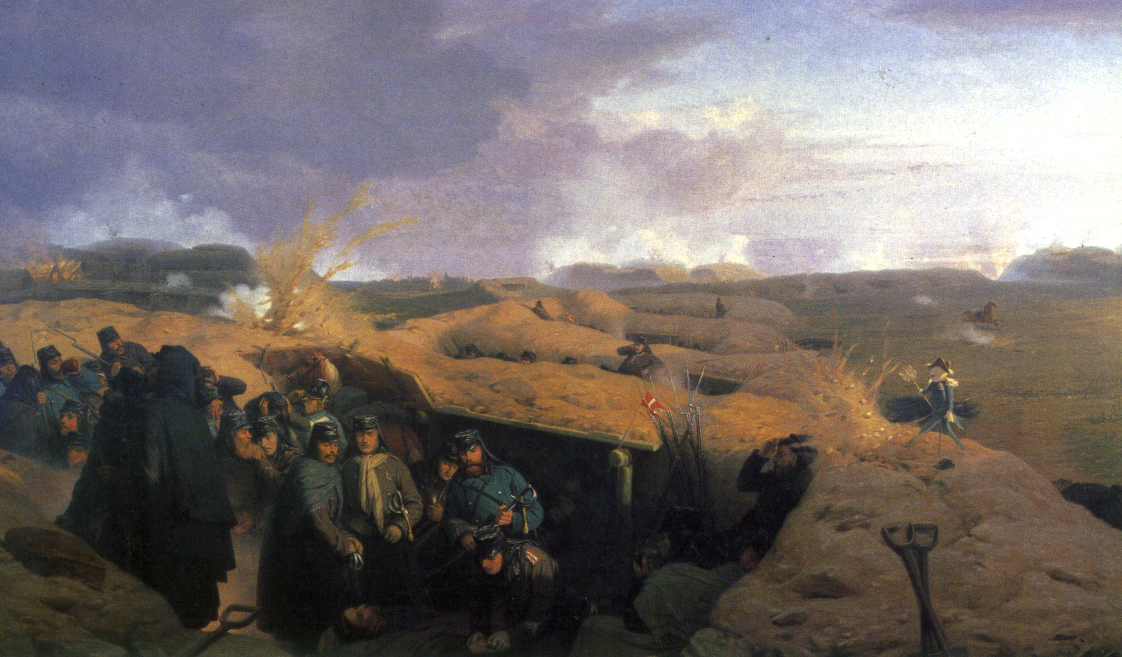
"Reducto de Dybbøl" (1871)

En 1863, durante la segunda guerra de Schleswig, volvió a partir al frente donde visitó Dybbøl y Sønderborg, en este último presenció el bombardeo de la ciudad. De este viaje salió el cuadro "Reducto de Dybbøl".

## Últimos años y muerte
Con el fin de la guerra intercalaría la pintura de género con sus representaciones de la guerra de Schleswig.
En 1865 recibió nuevamente una beca que utilizaría para viajar a Italia.
Durante sus últimos años de vida haría algunos cuadros de animales.
Murió sin casarse el 24 de septiembre de 1890. Está enterrado en el cementerio de Holmen.

## Estilo artístico de Sonne

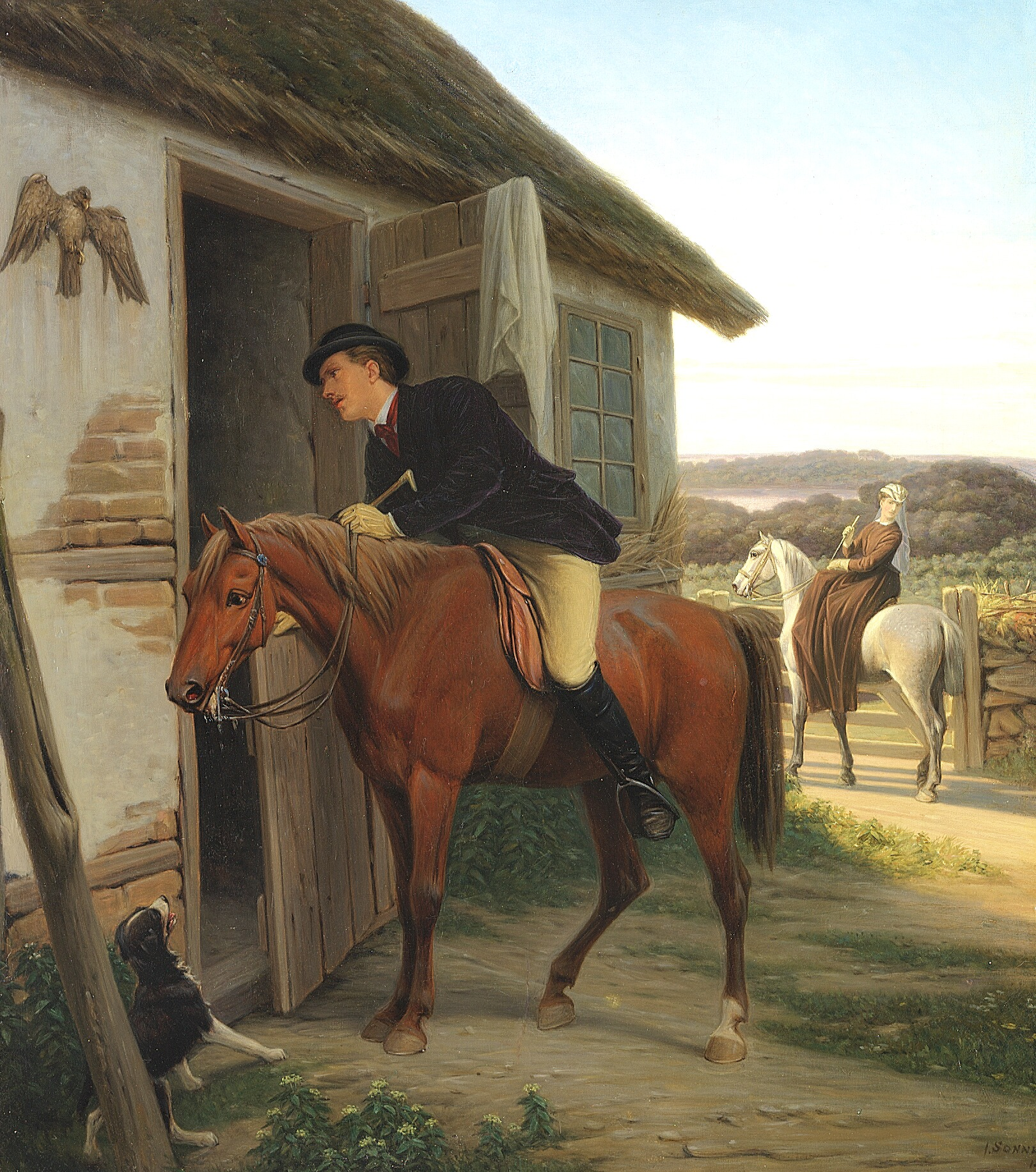
"En un paseo a caballo" (1870)

Sus principales temas son la naturaleza, la vida popular y la guerra.
Comenzó copiando los maestros holandeses y haciendo cuadros de batallas.
Debido a que no fue enseñado por Eckersberg como muchos otros pintores daneses, sino por Gebauer, tiene un estilo muy distinto al de los alumnos de Eckersberg. A pesar de la carencia de conocimiento que le provocó no ser enseñado por Eckersberg, desarrolló un estilo donde el entrecruzamientos de figuras y el tratamiento lumínico atmosférico se convirtieron en su fortaleza y seña de identidad.
En sus viajes a Italia y Alemania dejó de lado la pintura de batallas para emplear la naturaleza y la vida popular en sus cuadros, cuyos temas siguió empleando a su regreso en Dinamarca.
Con sus viajes y bocetos hechos en las guerras de Schleswig volvió a dibujar escenas de batallas.
Los últimos años de su vida dibujó cuadros de los tres estilos, añadiendo, a su vez, algún cuadro con animales.